# Jerusalemsdorn
Der Jerusalemsdorn (Parkinsonia aculeata) ist eine Pflanzenart aus der Gattung der Parkinsonien (Parkinsonia) in der Unterfamilie der Johannisbrotgewächse (Caesalpinioideae) innerhalb der Familie der Hülsenfrüchtler (Fabaceae). Ihr natürliches Verbreitungsgebiet liegt in Nord- und Südamerika. Sie wird weltweit in tropischen Gebieten als Ziergehölz kultiviert.

## Beschreibung

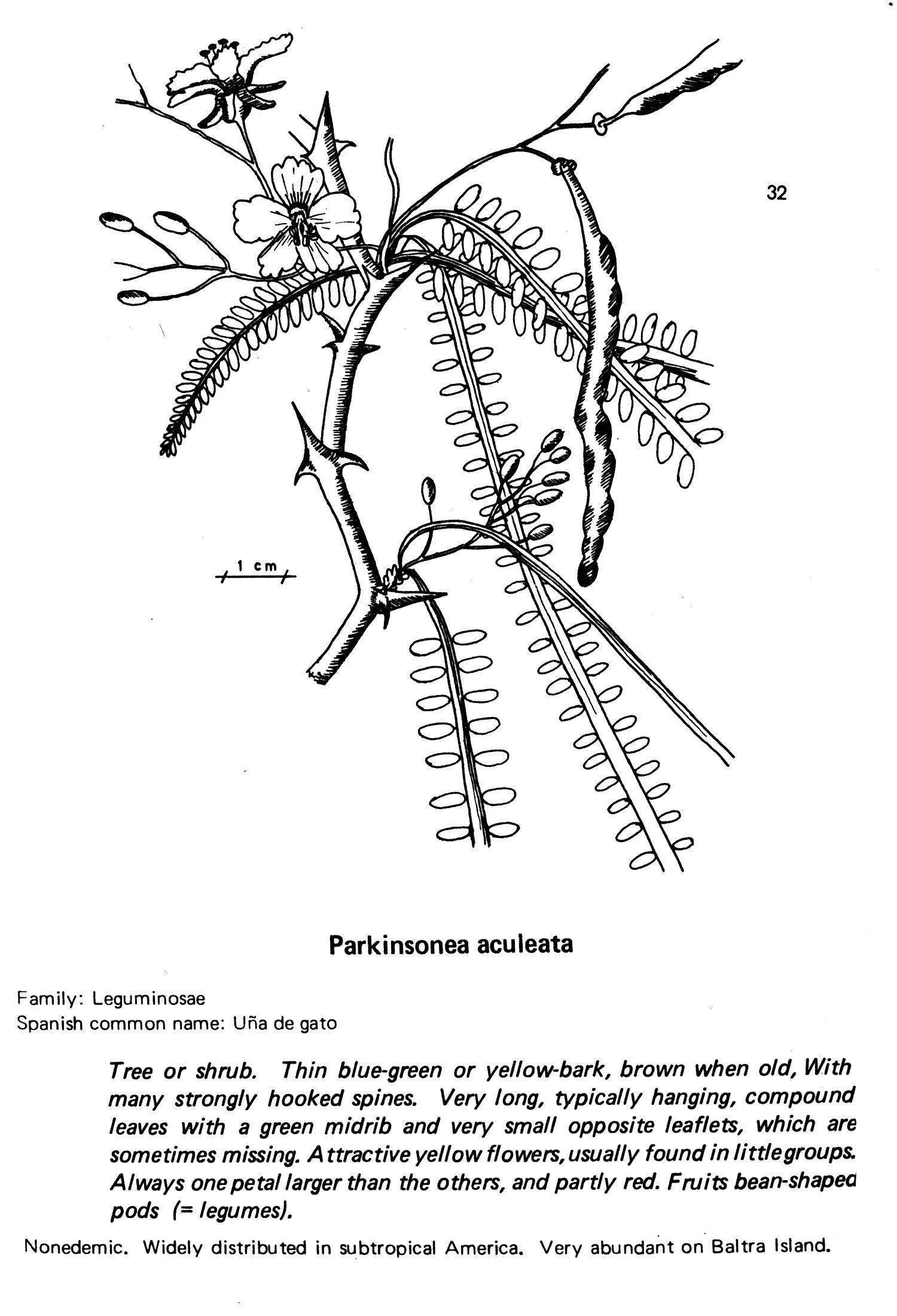
Illustration

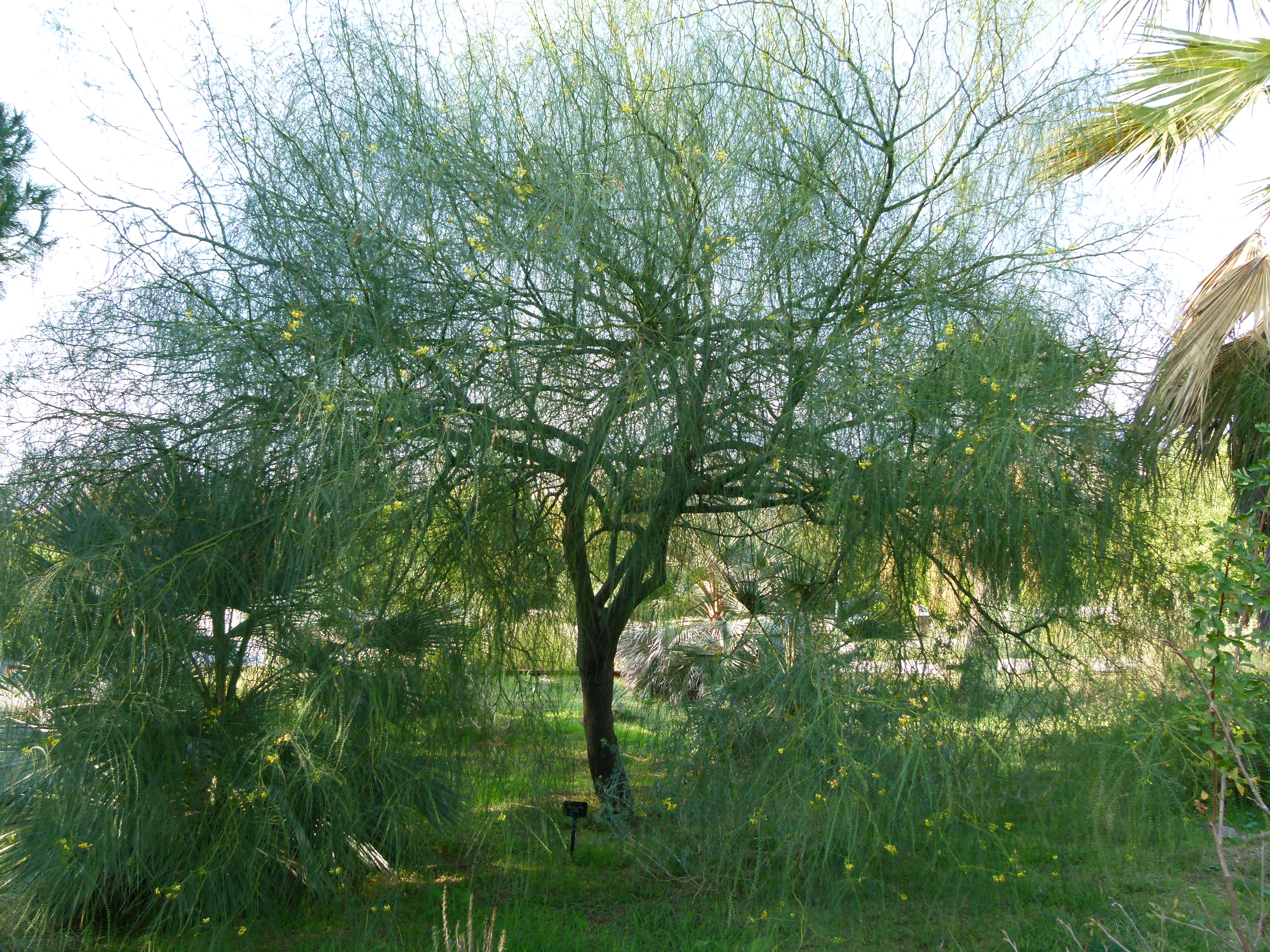
Habitus

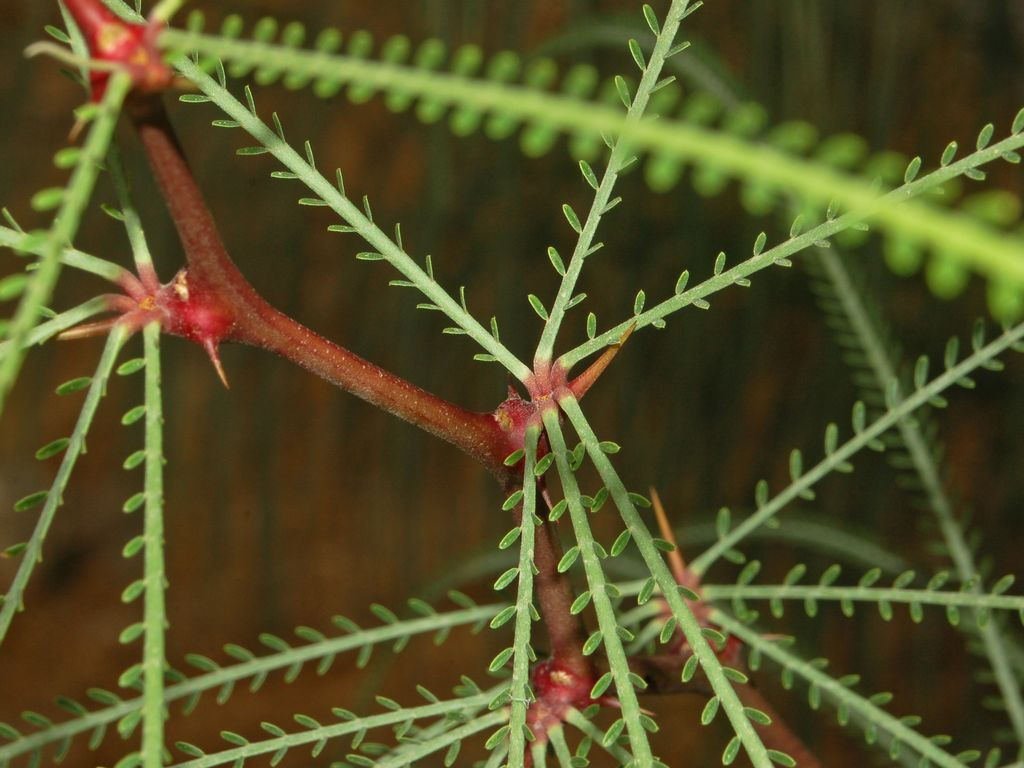
Details der Laubblätter

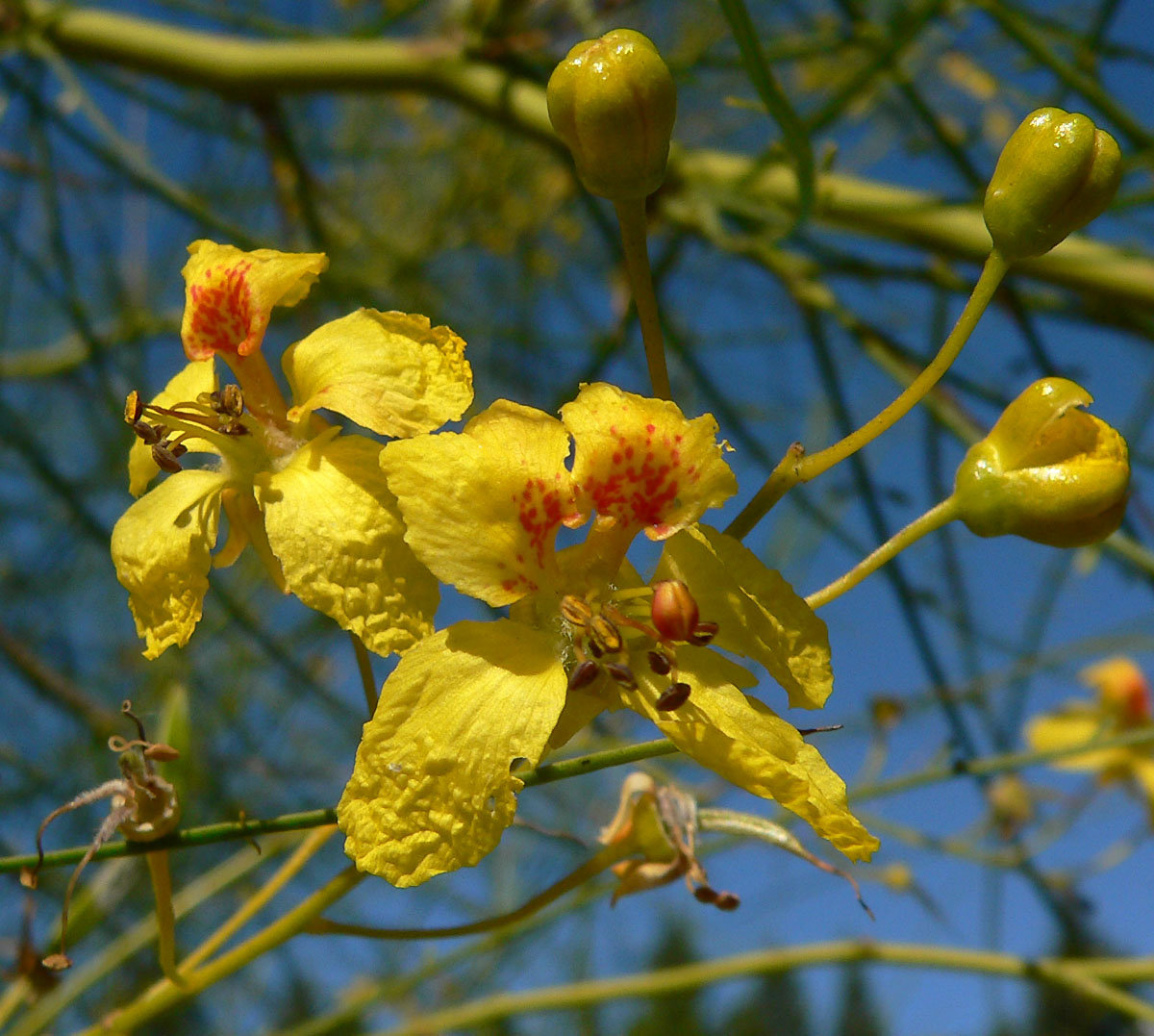
Blüten und Blütenknospen

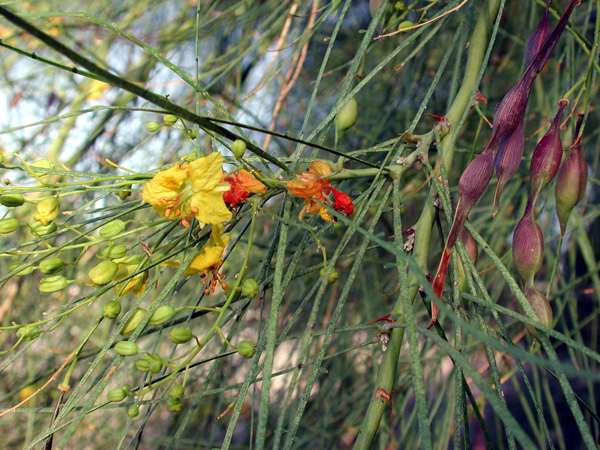
Blüten und Früchte

Hülsenfrucht und Samen

### Vegetative Merkmale
Der Jerusalemsdorn wächst als laubabwerfender kleiner Baum oder Strauch und erreicht Wuchshöhen von 7 bis 9 Metern. Er ist mit Dornen bewehrt. Die überhängenden Ästen besitzen eine glatte, grüne Rinde.
Die wechselständig angeordneten, kurz gestielten Laubblätter sind doppelt gefiedert. Der Blattstiel und die Rhachis 1. Ordnung sind reduziert. Die Fiedern 1. Ordnung sind bis zu 40 Zentimeter lang und besitzen dicke, abgeflachte und kurz geflügelte Rhachen 2. Ordnung. Die Fiedern 1. Ordnung sind in Gruppen von einem bis drei Paaren angeordnet. Die zahlreichen kleinen, kahlen und ganzrandigen, feinstachselspitzigen Blättchen sind 2,5 bis 8,5 Millimeter lang und 1 bis 3,5 Millimeter breit, verkehrt-eiförmig bis elliptisch oder länglich und stehen auf 1 bis 2 Millimeter langen Stielen. Die Fiederblättchen schließen sich bei Einsetzen der Dämmerung, sie fallen meist früh ab und nur die blättchenlosen Rhachen bleiben bestehen. Die paarigen Nebenblätter am Grund der Blätter sind als Dornen ausgebildet.

### Generative Merkmale
In achselständigen, hängenden und lockeren, traubigen Blütenständen stehen 2 bis 15 Blüten zusammen. Der schlanke Blütenstiel ist bis 20 Millimeter lang und sitzt an einem „Gelenk“.
Die duftenden, zwittrigen und gelben Blüten sind fünfzählig und zygomorph mit doppelter Blütenhülle. Die Kelchblätter sind bei einer Länge von etwa 6 Millimetern länglich. Die gelben Kronblätter bilden eine 2 Zentimeter breite Krone mit der typischen Form einer Schmetterlingsblüte. Die Fahne ist etwa 11 Millimeter lang, etwa 6 Millimeter breit und orange gefleckt. Die zehn Staubblätter sind orangerot mit zotteligen Staubfäden. Das einzige Fruchtblatt ist seidig behaart und enthält zahlreiche Samenanlagen.
Die ledrigen, kahlen, nicht öffnenden Hülsenfrüchte sind 7,5 bis 12 Zentimeter lang, 6 bis 10 Millimeter breit und zwischen den Samen eingeschnürt sowie seitlich gewölbt. Jede Hülsenfrucht enthält einen bis sechs oder mehr Samen. Die bis 15 Millimeter langen, harten Samen sind länglich, glatt und teils gefleckt.

### Chromosomenzahl
Die Chromosomenzahl beträgt 2n = 28.

## Verbreitung
Das natürliche Verbreitungsgebiet Parkinsonia aculeata liegt in Nordamerika in den US-Bundesstaaten Texas sowie Arizona und in den mexikanischen Bundesstaaten Baja California Norte, Baja California Sur sowie Sonora und in Südamerika in Bolivien, Peru, auf den Galápagos-Inseln, in Argentinien, Paraguay und Uruguay. Auf den Kapverdischen Inseln, in Australien, Asien, in anderen Gebieten Nord- und Südamerikas und auf Hawaii ist Parkinsonia aculeata ein Neophyt.

## Taxonomie
Die Erstveröffentlichung von Parkinsonia aculeata erfolgte 1753 durch Carl von Linné in seinem Werk Species Plantarum, 1, S. 375. Das Artepitheton aculeata stammt aus dem Lateinischen und bedeutet „stechend“.

## Verwendung
Der Jerusalemsdorn wird als Ziergehölz und Heckenpflanze verwendet. Der Absud der Rinde, der Blätter, der Blüten und der Samen gilt als fiebersenkend.
Die Samen sind essbar.

## Ökologie
Im Tropengürtel gilt der Jerusalemsdorn als invasive Art. Er ist in Australien (und anderen tropischen Regionen) als unerwünschte, invasive Art klassifiziert.